# هيكتور كامبوس
هيكتور كامبوس (بالإسبانية: Héctor Campos)‏ هو ربان ‏ أرجنتيني، ولد في 27 أغسطس 1945.

## وصلات خارجية
- هيكتور كامبوس على موقع أوليمبيديا (الإنجليزية)